# Горст фон Вольфф
Горст фон Вольфф (нім. Horst von Wolff; 26 липня 1886, Розенберг, Верхня Сілезія — 9 жовтня 1941, Воронки, Калузька область) — німецький воєначальник часів Третього Рейху, генерал-майор Вермахту (1940). Кавалер Pour le Mérite (1917) та Лицарського хреста Залізного хреста (посмертно, 1941). Учасник Першої та Другої світових війн.

## Біографія
Горст фон Вольфф народився 17 лютого 1893 року у місті Розенберг у прусській провінції Верхня Сілезія в родині окружного адміністратора. 28 лютого 1905 року поступив на військову службу фенрихом до 5-го єгерського батальйону (1-го Сілезького) фон Ноймана. 27 січня 1906 отримав перше офіцерське звання лейтенант. З 1 жовтня 1910 року викладав в унтерофіцерській школі в Потсдамі.
16 червня 1913 року присвоєне звання оберлейтенанта і 19 липня 1913 року його призначено ад'ютантом стрілецького батальйону фон Неймана (1-й Сілезької). 27 січня 1915 року підвищено до гауптмана. На цій посаді вступив у Першу світову війну, був командиром роти і командиром батальйону.
З 11 липня 1916 року фон Вольфф призначений командиром 109-го резервного піхотного батальйону.
26 лютого 1918 року став ад'ютантом Генерального штабу Німеччини при 220-й піхотній дивізії. У березні 1919 року звільнився з військової служби майором.
Після звільнення з лав збройних сил працював фермером та в різних структурах управління в Померанії. Брав активну участь у створенні Чорного рейхсверу в Померанії.
27 серпня 1939 відновився у званні оберста до 94-го піхотного полку.
З початком мобілізації 26 серпня 1939 він став командиром 222-го піхотного полку 75-ї піхотної дивізії, що утримувала німецькі рубежі в Саарі під час Дивної війни. З початком вторгнення до Франції у травні 1940 року брав активну участь у боях.
1 лютого 1941 року Г. фон Вольффа призначили командиром 478-го піхотного полку 258-ї піхотної дивізії. На чолі полку взяв участь у вторгненні до Радянського Союзу, бився на центральному напрямку німецько-радянського фронту. Його полк бився у Білостоцько-Мінській операції, під Бобруйськом, Єльнею, Смоленськом.
1 жовтня 1941 року оберсту Горсту фон Вольффу присвоєне звання генерал-майор. 9 жовтня 1941 року командир полку генерал-майор Г.фон Вольф під час проведення Вяземської операції був вбитий поблизу деревні Воронки у Калузькій області. 10 жовтня його посмертно нагороджено Лицарським хрестом Залізного хреста.

## Нагороди

### Перша світова війна
- Залізний хрест 2-го і 1-го класу
- Лицарський хрест королівського ордена дому Гогенцоллернів з мечами (17 липня 1917)
- Pour le Mérite (28 листопада 1917)

### Міжвоєнний період
- Сілезький Орел
- Почесний хрест ветерана війни з мечами

### Друга світова війна
- Застібка до Залізного хреста 2-го і 1-го класу
- Штурмовий піхотний знак в сріблі
- Почесна застібка на орденську стрічку для Сухопутних військ (20 вересня 1941)
- Лицарський хрест Залізного хреста (10 жовтня 1941; посмертно)